# Den danske Guldkyst
Den danske Guldkyst var en del af Guldkysten i nuværende Ghana, som blev koloniseret af Danmark, først indirekte under det Vestindisk-guineiske Kompagni og senere som koloni under den danske krone. Kolonien blev brugt som central for opkøb af slaver til transport og videresalg til Dansk Vestindien i Caribien. Fra slutningen af 1700-tallet satsede man på at udvikle plantagedrift, og denne virksomhed fortsatte til de danske rettigheder blev solgt i 1850.

## Historie
Den europæiske kontakt med Guldkysten begyndte allerede i 1471, da portugisiske søfolk, der søgte en søvej til Indien, nåede et område, som det kaldte Guldkysten. Nogle år senere, i 1482 opførte de fortet Elmina (São Jorge da Mina, senere St. George d‘Elmina). Området udgjorde på daværende tidspunkt ikke nogen samlet enhed men var opsplittet i en række større og mindre kyst- og indlandsnationer med vekslende opbygning.
Først senere fandt andre europæere vej til området: i 1553 nåede engelske søfolk frem, og i 1593 nåede også hollænderne frem. Dermed opstod der et modsætningsforhold mellem de europæiske lande, og i 1637 erobrede hollænderne Elmina og de øvrige portugisiske poster i 1642. Hollænderne blev derved for en tid dominerende på kysten. I 1647 nåede også svenske søfolk frem, og efter endnu et par heldige togter lod svenskerne oprette en handelsstation, Carolusborg ved Cape Coast, i 1657; senere oprettede de nye handelsposter i området.
Først i 1649 udgik et dansk togt fra Glückstadt i Holsten til Sao Tomé, og endnu en vellykket ekspedition til kysten i 1654-55 gav mod til at fortsætte. Danmark havde dog vanskeligt ved at få fodfæste, da andre lande så med uvilje på dem, men i 1658 lykkedes det Hendrik Carlof at erobre Carolusborg i den danske konges navn. Carlof erobrede tillige det fuldt ladede skib Stockholms Slott. Der var samtidig krig mellem Sverige og Danmark-Norge, der afsluttedes med Roskildefreden 26. februar 1658. Ifølge en paragraf i denne fredsaftale skulle en prise som Stockholms Slott leveres tilbage til de sejrende svenskere. Dette skete ikke og den manglende tilbagelevering af fort og skib udgjorde den såkaldte Guinea-affære, der gjorde svenskekonge aldeles rasende. Guinea-affæren menes at være en af de vigtigste årsager til, at Carl Gustav besluttede sig for at genoptage krigen mod Danmark-Norge. Den krig fejlede for ham, og med den nye fred i København 27.maj 1660 opgav Sverige krav på erstatning for de guineiske besiddelser. Inden Københavnerfreden var det allerede lykkedes hollænderne at lokke danskerne til at opgive fortet med en påstand om, at Sverige havde udslettet Danmark. Fortet endte i 1664 på britiske hænder og var under navnet Cape Coast Castle det britiske hovedsæde på kysten frem til 1877.
I slutningen af 1659 fik danske repræsentanter tilladelse af kongen af Fetu til at opføre et fort, Frederiksborg, nær Carolusborg. Det forblev dansk indtil 1685, hvor det på grund af gæld blev solgt til englænderne, som omdøbte det til Fort Royal. Allerede i 1661 havde danskerne mod betaling til kongen af Accra fået tilladelse til at opføre et fort ved Osu, som fik navnet Christiansborg efter Christian IV. Det skulle blive det danske administrative sæde.
Det må nævnes, at der ikke var tale om en europæisk erobring af Guldkysten. I stedet måtte man leje jorden af de lokale fyrster og ofte på hårde betingelser med betaling af en årlig tribut som anerkendelse af fyrsternes overhøjhed. Det blev sagt, at den europæiske indflydelse kun rakte et kanonskud væk fra fortet, det vil sige mindre end en kilometer. Europæerne var længe afhængige af de lokale stammefyrster.
Oprindeligt var det guld og elfenben, der havde lokket europæerne, men hurtigt tilbød de afrikanske fyrster en anden vare, som de allerede igennem århundreder havde solgt til araberne, nemlig slaver. De afrikanske fyrster lå mere eller mindre vedvarende i krig med hinanden, og slavehandelen var allerede vel organiseret: slaverne blev opsamlede i lejre kaldet barraccons i indlandet, og herfra bragt ud til kysten af de afrikanske slavehandlere. Disse slavekolonner blev af afrikanske mellemmænd kaldet enterloppere lokket til at bringe deres slaver til det ene eller anden af de europæiske forter. Forterne var ikke store, ofte bestod de af en håndfuld embedsmænd og mindre end et halvt hundrede soldater. Dødeligheden blandt europæerne var høj, og da der ydermere fremkom en gruppe af mulatter som følge af europæernes forhold til afrikanske kvinder, kunne disse mulatter tage tjeneste på forterne, som derved fik en blandet sammensætning. Den beskedne størrelse gjorde, at forterne var lette at afskære fra omverden.
Også Danmark blev engageret i slavehandelen. Årsagen var, at Danmark i 1672 fik fodfæste på Sankt Thomas i Vestindien og her etablerede en plantagedrift, som fordrede billig arbejdskraft.
Fra 1658 etableredes flere danske bosætninger på den østlige del af den såkaldte "Guldkyst" i Vestafrika:
- Carolusborg (erobret fra Sverige 1658)
- Fort Frederiksborg (en) (opført 1659, solgt 1685)[2]
- Fort Christiansborg (opført 1661), støttet af en fremskudt værn, Prøvesten[2]
- Fort Fredensborg (opført 1736)[4]
- Fort Kongensten (opført 1783)[4]
- Fort Prinsensten (opført 1784)[4]
- Fort Augustaborg (de) (opført 1787)[4]

De danske forter beskyttede kysten på en strækning af ca. 150 km fra Accra til Keta; kun ved Prampram lå et mindre engelsk fort, Vernob.
Omkring de fleste forter opstod der små bebyggelser, "negerier", som lå i ly af kanonerne. Efterhånden opførte embedsmænd og handelsmænd egne huse i disse bebyggelser, ofte i en hjemlig stil. Mange af danskerne fik efterhånden afrikanske hustruer, og følgen var mulatbørn, der som voksne kunne føre virksomheden videre. Dette lokale aristokrati havde råd til at give deres børn en god skolegang, og allerede i 1722 oprettedes den første danske skole for mulatbørn (det vil sige samtidig med, at man i Danmark oprettede rytterskoler).
Den 20. april 1663 fuldførte erobringen af Christiansborg og Carlsborg (Cape Castle) den danske annektering af den svenske bosætning Cabo Corso.
1674 til 1755 administreredes bosætningerne af Vestindisk-guineisk Kompagni. I perioden december 1680 til 29. august 1682 blev Fort Christiansborg okkuperet af Portugal, men blev efter dette tilbagegivet til Danmark-Norge.
1750 blev den Danske Guldkyst til en dansk kronkoloni. I årene 1782 til 1785 var området under britisk okkupation.

Titel på chefkoloniadministratoren var opperhoved fra 1658, i 1766 opgraderet til guvernør.

### Salg
Handelsforterne blev tilbudt Storbritannien flere gange før der i 1849 kom en aftale om salg mellem de to lande i stand. Den 31. december 1849 blev en traktat om overdragelse af handelsforterne for 10.000 pund undertegnet. Salget omfattede også kanoner og lagre ved forterne. Det britiske Underhuset godkendte salgstraktaten 19. juli 1850. Den 11. september 1850 ratificerede de to stater aftalen samtidig, som Storbritannien betalte for købet.
Før formaliteterne var kommet i orden fandt overdragelsen af forterne sted. Christiansborg blev, som det første af handelsforterne, overladt til briterne den 6. marts 1850. Derefter overtog Storbritannien fort efter fort, indtil Prøvestenen som det sidste blev overført 30. marts 1850.
Efter overdragelsen blev området en del af den Britiske Guldkyst, senere kendt som Ghana.